# ازغله
ازغله (بالفارسية: ازگله) هي مدينة تقع في محافظة كرمانشاه في إيران. تقع هذه المدينة في منطقة أزغلة التابعة لمدينة ثلاث باباجاني. يقدر عدد سكانها بـ 939 نسمة .